# Hinjavadi
Hinjavadi es una  ciudad censal situada en el distrito de Pune en el estado de Maharashtra (India). Su población es de 11459 habitantes (2011). Se encuentra a 19 km de Pune.

## Demografía
Según el censo de 2011 la población de Hinjavadi era de 11459 habitantes, de los cuales 6294 eran hombres y 5165 eran mujeres. Hinjavadi tiene una tasa media de alfabetización del 84,13%, superior a la media estatal del 82,34%: la alfabetización masculina es del 89,51%, y la alfabetización femenina del 77,53%.